# Ashlee Simpson
Ashlee Nicole Simpson Ross (Waco, Texas, 3 de outubro de 1984), mais conhecida pelo seu nome artístico Ashlee Simpson, é uma cantora, compositora e atriz norte-americana, irmã da cantora pop Jessica Simpson. Lançou seu primeiro álbum, Autobiography em 2004, pela gravadora Geffen Records. O álbum foi um sucesso e vendeu mais de 6 milhões de cópias no mundo. Seu segundo álbum, I Am Me, foi lançado em 2005, apenas nos Estados Unidos, Europa e Japão. Seu terceiro álbum,  Bittersweet World - considerado pela crítica como o melhor álbum de Ashlee Simpson - saiu em 2008.
Como atriz, participou da série 7th Heaven e dos filmes Undiscovered e The Hot Chick. Em 2010, Simpson fez parte do elenco da série Melrose Place e estrelou o musical "Chicago". Também está em fase de produção de seu novo álbum.

## Biografia
Ashlee nasceu em Waco, Texas, nos EUA e foi criada em Dallas. Filha de Joe Truett Simpson (um antigo pastor que agora é seu empresário e da irmã, Jessica Simpson) e Tina Ann Drew (uma professora, que inclusive educou Ashlee).
Aos três anos de idade, Ashlee começou a estudar ballet clássico e aos 11 anos foi aceita na School of American Ballet, uma importante escola de dança em Nova York. A garota sofreu de uma desordem alimentar e chegou a pesar 31 quilos. A doença era uma espécie de anorexia, mas seus pais puderam ajudá-la a tempo da doença não se agravar.
Quando sua irmã mais velha, Jessica Simpson, conseguiu um contrato com uma grande gravadora, Ashlee e toda sua família mudaram-se para Los Angeles, Califórnia. Logo após Ashlee se tornou uma das dançarinas da irmã, fazendo também figuração em alguns comerciais para a  televisão.
Como primeiro trabalho artístico Ashlee faz alguns capítulos no seriado "Malcolm in the Middle". Foi sua primeira aparição na TV. Ashlee também fez um pequeno papel no filme "The Hot Chick" (Garota Veneno). Já no seriado "7th Heaven" Ashlee ganhou um papel fixo em uma de suas temporadas onde ela interpretou Cecilia.
Logo Ashlee começou ganhar destaque na mídia, sendo convidada a ser VJ e jurada do programa da MTV Norte-Americana, TRL.
Pouco tempo depois Ashlee gravou "Just Let Me Cry", sua primeira música, que entrou para a trilha sonora do filme Freaky Friday (Sexta-Feira Muito Louca), estrelado pela amiga Lindsay Lohan. E no final do ano, Ashlee assinou um contrato com a Geffen Records.

### Trilhando o Próprio Caminho
Assim como sua irmã, Ashlee também ganhou um ‘reality show’ na MTV Norte-Americana. No começo, o The Ashlee Simpson Show mostrava a relação de Ashlee com seu namorado Josh e mais para frente o músico Ryan Cabrera e a cantora preparando seu primeiro CD. O reality fez com que Ashlee entrasse de vez no mundo da música. A primeira temporada teve um total de 8 episódios, durante o verão nos EUA.
Em Julho, Ashlee lança seu primeiro álbum, chamado Autobiography. O disco vendeu 398 mil cópias só na primeira semana, entrando para o número 1 do 200 mais vendidos da semana pela Billboard.
O primeiro single escolhido por Ashlee foi "Pieces of Me", que chegou ao Top 5 em diversos países. A música foi uma das 10 mais tocadas no verão norte-americano.
Com o sucesso, Ashlee fez diversas apresentações em programas da TV Norte-Americana para divulgar o "Autobiography" e o single Pieces of Me.

### Incidente noSaturday Night Livee Declínio na carreira

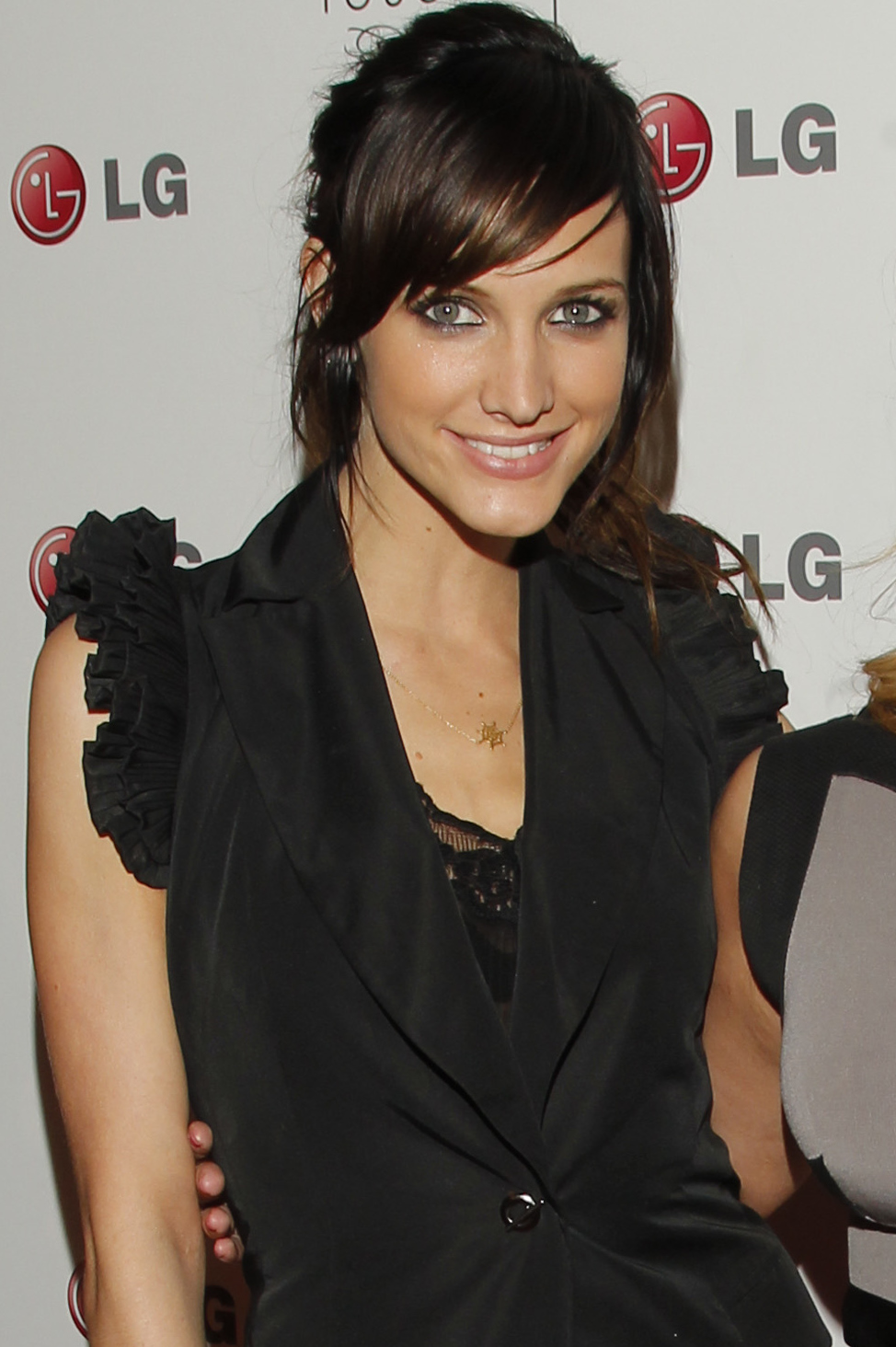

Ashlee foi a convidada musical do episódio número 568 do famoso Saturday Night Live. Após uma suposta boa apresentação ao vivo na primeira canção, veio a segunda performance, a da canção "Autobiography". No meio da canção, o playback de Ashlee falhou e acidentalmente, o playback de "Pieces of me" foi tocado novamente. Envergonhada, Ashlee se perdeu e começou a dançar chorando. No final do programa Ashlee apareceu com o apresentador do dia, Jude Law para explicar que sua banda tocou a música errada e pediu desculpas.
Ashlee liga ao TRL e explica o ocorrido, diz que teve vários problemas com sua voz por isso teve que fazer playback no programa, que foi o único playback de toda sua carreira. O fato foi comprovado mais tarde no seu reality show, The Ashlee Simpson Show.
No mesmo dia, Ashlee fez uma performance no Radio Music Awards, começando com os acordes de "Pieces of Me" e parando a música e falando para a banda: "É a música errada…" mas era tudo uma brincadeira, e Ashlee cantou "Autobiography" no Award.
O programa 60 Minutos, da CBS exibiu os ensaios de Ashlee para o SNL e eles provam que ela estava com problemas na voz, e mesmo com os médicos dizendo para ela não cantar ela desafiou a si mesma.
As vendas do seu disco e do primeiro single despencaram com o ocorrido. Era hora de Ashlee lançar um novo single. Era previsto "Autobiography", música que já havia sendo trabalhada e executada em apresentações tendo boa receptividade, mas na última hora Ashlee decide trocar o single e lançar "Shadow", música que fala de sua relação com sua irmã, Jessica. A música foi um fracasso, pico de #57 no Hot 100 da Billboard. Ficando atrás mesmo de sua própria canção "Autobiography" que nem havia sido lançada oficialmente, mas era executada nas rádios.
Ashlee não desiste e lança mais um single, a elétrica "La La". Ashlee começou suas performances de La La no Orange Ball, em Miami, Flórida, mas não houve repercussão.
Ashlee acabou prejudicada com os ocorridos e cancelou diversos shows de sua primeira turnê, que foi de Fevereiro a Abril de 2005.
Em março acaba a segunda temporada do seu reality show na MTV, o "The Ashlee Simpson Show".
Em Agosto de 2005 foi ao ar nos Estados Unidos o primeiro filme longa-metragem de Ashlee, Undiscovered (Em português: Um Encontro com o Acaso), que Ashlee filmou no final de 2004.

### I Am Me
Em Outubro de 2005 Ashlee lança nos Estados Unidos seu segundo álbum, intitulado "I Am Me". O disco entrou para o primeiro lugar da Billboard como o álbum mais vendido da semana, com mais de 220 mil cópias e trouxe Ashlee para à mídia novamente.
Para o primeiro clipe, "Boyfriend", Ashlee volta a ser loira, e canta uma afronta à sua então ex-amiga Lindsay Lohan, que supostamente acusou Ashlee de roubar seu namorado, o ator Wilmer Walderrama. A música foi um sucesso nas paradas americanas, conseguindo o Top 20 da Billboard. "Boyfriend" rendeu à Ashlee um TRL Award de "Melhor Volta".
Sua nova turnê começa em setembro para divulgar o novo álbum e foi até o final do ano, a I Am Me Tour.
Chegou a hora de voltar ao palco do Saturday Night Live, agora para divulgar o segundo álbum. Ashlee fez uma performance da música ‘Catch Me When I Fall", que escreveu após o programa do ano anterior que quase acabou com sua carreira. A apresentação foi um sucesso e Ashlee foi muito aplaudida na noite.
O segundo single escolhido do álbum "I Am Me" foi a música L.O.V.E. que apesar de um clipe simples, fez um grande sucesso, como já era esperado.
Depois de tanta apresentação e divulgação do álbum, o destino aplica mais um golpe que interrompe o sucesso de Ashlee. Em visita ao Japão para divulgação do I Am Me, Ashlee se sentiu mal e desmaiou num elevador, acabando o ano hospitalizada. De volta aos EUA, Ashlee tirou algumas férias e não fez sua performance programada para o Radio Music Awards.
No começo de 2006, Ashlee apareceu em várias capas de revistas norte-americanas como Teen People, Blender, Cosmopolitan, Seventeen e Elle.
Ashlee também começa um romance com Braxton Olita, membro de sua banda, que ensinou a cantora a surfar para que ela ganhasse o especial da MTV Norte-Americana: Kelly Slater Surfing Invitational.
Em 12 de Abril, Ashlee se apresentou e ganhou dois awards no "MTV Australia Video Music Awards": Melhor Artista Feminina e Melhor Clipe Pop, por "Boyfriend".
Após voltar da Austrália, Ashlee fez algumas cirurgias em seu nariz. Tudo ocorreu bem, mas Ashlee foi capa de várias revistas na semana seguinte. Recuperada, Ashlee começa a "The Love Tour", que durou dois meses.
Ashlee cantou nos shows da turnê o seu novo single, "Invisible". Apesar de não fazer parte do CD "I Am Me", Invisible entrou nas paradas norte-americanas, e o clipe acabou sendo indicado à Melhor Fotografia do VMA. A música foi prometida ser lançada em um relançamento do álbum, que nunca ocorreu. Em Setembro, a Us Weekly reportou que Ashlee e Braxton romperam o namoro de um ano.

### Chicago
Ao terminar sua turnê, Ashlee estudou alguns roteiros e decidiu interpretar a assassina "Roxie Hart" no musical da Broadway "Chicago". O local escolhido para as performances foi Londres. Ashlee foi muito elogiada pelos críticos do mundo inteiro, chegando a ser a queridinha da Broadway.
A estreia de Chicago no Cambridge Thather foi em 25 de Setembro e Ashlee atuou no mesmo até dia 28 de Outubro. No dia 14 de Novembro uma festa especial em Nova York celebrou os 10 anos de Chicago na Broadway e Ashlee estava presente.

### Rumores
O final de ano foi cheio de rumores. O principal seria que Ashlee estava viciada em cirurgia plásticas e que estava namorando Pete Wentz, do Fall Out Boy.
No começo do ano Ashlee aparece ruiva, e no mês de abril do ano de 2008 as revistas People e OK!Magazine afirmaram que Ashlee está gravída de seu namorado, o baixista da banda Fall Out Boy, Pete Wentz. No mesmo ano, Ashlee lança o álbum "Bittersweet World"

### Bittersweet World (2008)

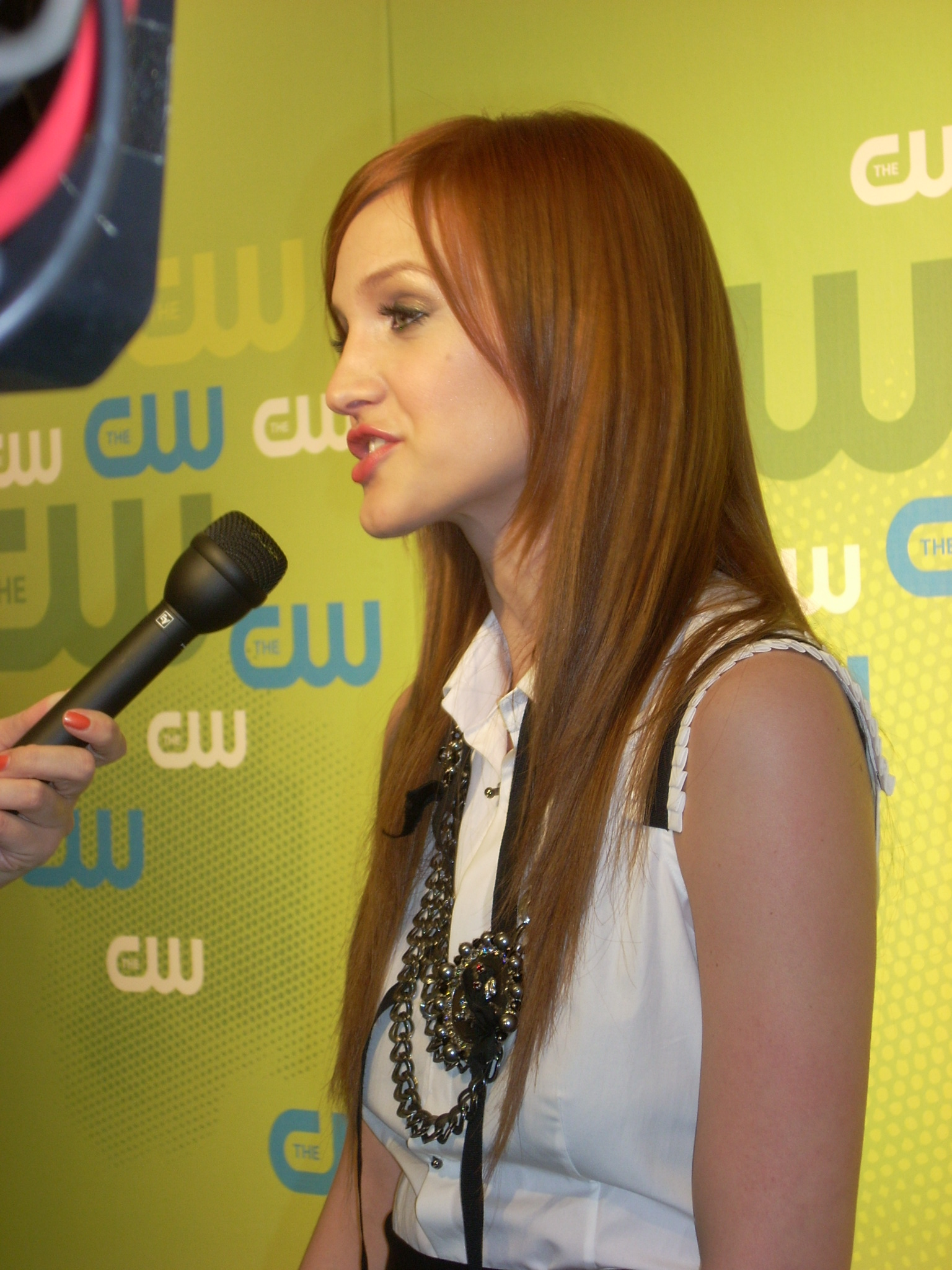
Ashlee Simpson em Nova York.

O terceiro álbum de Ashlee, "Bittersweet World", foi até agora o mais elogiado álbum de sua carreira, sendo até chamado por alguns críticos como "o melhor trabalho feito por uma irmã Simpson até hoje.". Teve como primeiro single a música "Outta My Head (Ay Ya Ya)"
Logo depois foi confirmada a gravidez da cantora, o que prejudicou o segundo single "Little Miss Obsessive" e o videoclipe foi cancelado. Apesar das especulações de que o próximo single do álbum seria "Boys", Ashlee disse em uma entrevista que "Bittersweet World" não teria mais singles.

## Casamento e gravidez
No começo do ano Ashlee é pedida em casamento. A cantora e o noivo Pete se casaram no dia 17 de Maio de 2008. Logo depois através de um site Ashlee confirma que está grávida. No dia 20 de Novembro de 2008, Ashlee deu à luz Bronx Mowgli Wentz.

### Melrose Place (2009)
Em 2009 Ashlee entrou para o elenco da série Melrose Place (2009) interpretando a assassina Violet Foster (filha de Sydney Andrews da série original).

### Novo Álbum (2010 - 2015)
No dia 22 de Julho de 2010 Ashlee declarou à jornalista Rachel Smith em uma estreia da nova coleção de jóias do designer Neil Lane DraI na boate em Hollywood que já estava em Estúdio e que ia fazer o quarto álbum com calma.
"Sim, eu estou no estúdio agora. Estou fazendo isso calmamente, curtindo meu tempo e me divertindo. Porque realmente estou em um grande momento em minha vida e minha primeira prioridade é Bronx. Será apenas o que eu quero que seja, na hora certa, quando eu estiver pronta para isso. "
Em meados de Junho de 2015, seu marido revela em entrevista que Ashlee está em estúdio ainda, e que o próximo single se chamará "Permission to Love". Ainda segundo Evan Ross, a música é uma das favoritas de sua mulher, e que poderá ter participação dele.
Na mesma entrevista, ele explicou que o motivo da demora de Ashlee se dá por ela ainda não ter decidido como voltará ao cenário musical, depois de tanto tempo afastada.

## Discografia
- 2004 - Autobiography
- 2005 - I Am Me
- 2008 - Bittersweet World

### Álbuns
| Ano  | Informação                                        | Posições em Charts | Posições em Charts | Posições em Charts | Posições em Charts | Posições em Charts | Posições em Charts | Vendas                      | Certificações                                             |
| Ano  | Informação                                        | EUA                | CAN                | RU                 | AUS                | AUT                | JAP                | Vendas                      | Certificações                                             |
| ---- | ------------------------------------------------- | ------------------ | ------------------ | ------------------ | ------------------ | ------------------ | ------------------ | --------------------------- | --------------------------------------------------------- |
| 2004 | Autobiography - Format: CD, digital download      | 1                  | 2                  | 31                 | 40                 | 37                 | 6                  | - : 6.000.000 - : 3.000.000 | - RIAA: 3× Platina - BPI: Ouro - Music Canada: 2× Platina |
| 2005 | I Am Me - Formats: CD, digital download           | 1                  | 8                  | 50                 | 35                 | 60                 | 13                 | - : 3.500.000 - : 1.000.000 | - RIAA: Platina - Music Canada: Ouro                      |
| 2008 | Bittersweet World - Formats: CD, digital download | 4                  | 8                  | 57                 | 41                 | 55                 | 41                 | - : 700.000 - : 126.000     |                                                           |

### Singles
No início de sua carreira, Ashlee lançou seu maior sucesso, "Pieces Of Me". Por causa do incidente no programa "Saturday Night Live", seus singles posteriores não fizeram tanto sucesso nos EUA, mas tornaram-se hits em vários outros países, principalmente na Austrália e em alguns países da Europa. Porém, com o segundo álbum, "I Am Me", Ashlee volta a fazer sucesso nos EUA, emplaca "Boyfriend" no Top 20 da Billboard Hot 100 e seu álbum vende mais de 3,5 milhões de cópias ao redor do mundo. O terceiro disco, "Bittersweet World", não teve boa divulgação por conta da gravidez de Ashlee, e acabou por ter apenas dois singles (apenas um deles com vídeo clipe). As músicas não emplacaram nos EUA, mas fizeram muito sucesso no Brasil e na  Europa, inclusive na Alemanha, onde Ashlee ganhou um prêmio de "Melhor Canção" pelo hit "Outta My Head (Ay Ya Ya)".
| Ano  | Single                     | Melhores posições | Melhores posições | Melhores posições | Melhores posições | Álbum             |
| Ano  | Single                     | EUA               | UK                | AUS               | ALE               | Álbum             |
| ---- | -------------------------- | ----------------- | ----------------- | ----------------- | ----------------- | ----------------- |
| 2004 | "Pieces of Me"             | 5                 | 4                 | 7                 | 26                | Autobiography     |
| 2004 | "Shadow"                   | 57                | —                 | 31                | 42                | Autobiography     |
| 2005 | "La La"                    | 86                | 11                | 10                | 68                | Autobiography     |
| 2005 | "Boyfriend"                | 19                | 12                | 6                 | 56                | I Am Me           |
| 2005 | "L.O.V.E."                 | 22                | 16                | 3                 | —                 | I Am Me           |
| 2006 | "Invisible"                | 21                | 9                 | 5                 | —                 | Bittersweet World |
| 2007 | "Outta My Head (Ay Ya Ya)" | 121               | 24                | 16                | 30                | Bittersweet World |
| 2008 | "Little Miss Obsessive"    | 96                | —                 | 7                 | —                 | Bittersweet World |
| 2012 | "Bat for a Heart"          | —                 | —                 | —                 | —                 | —                 |

## Filmografia
- 2002: The Hot Chick - Monique
- 2005: Undiscovered - Clea
- 2013: Pawn Shop Chronicles - Indefinido

## Séries
- 2009: CSI: NY - Lia Wickfield
- 2009: Melrose Place - Violet Foster

## Prêmios

### Conquistados
- » Teen Choice Awards - Artista Revelação
- » Teen Choice Awards - Música de verão por 'Pieces of Me"
- » RIAJ Gold Disc Award - Nova artista
- » Billboard Music Awards - Melhor Artista Feminina do Ano
- » MTV Asia Video Music Awards - Revelação Internacional
- » Fun Fearless Male Awards - Fun Fearless Female
- » TRL Awards - Melhor volta
- » MTV Australia Video Music Awards - Melhor artista feminina
- » MTV Australia Video Music Awards - Melhor Clipe Pop, por Boyfriend
- » Kelly Slater Surf Invitational - Primeiro lugar em competição de surf para celebridades
- » Bravo Super Show - Melhor música, por Outta My Head (Ay ya ya)

### Indicações
- 2003 - Teen Choice Award - Atriz revelação, por 7th Heaven
- 2005 - Australia Video Music Award - Melhor clipe pop, por "Pieces of Me"
- 2005 - MTV VMA Japan - Best New Artist Video
- 2005 - TRL Awards - FAKE ID AWARD (Best Guest Under 21)'
- 2005 - Grammy Awards - Melhor Álbum Pop Vocal, por Autobiography
- 2005 - Teen Choice Award - Melhor programa de TV, por The Ashlee Simpson Show
- 2005 - Teen Choice Award - Personalidade de TV Feminino
- 2005 - Teen Choice Award - Melhor artista feminino
- 2006 - MTV Asia Awards - Melhor Artista Feminina
- 2006 - MTV Video Music Awards - Melhor Fotografia, por "Invisible"
- 2006 - Los Premios MTV Latina - Melhor Artista Pop Internacional
- 2008 - Grammy Awards - Melhor Álbum Pop Vocal, por Bittersweet World
- 2008 - MTV VMA - Melhor Artista Feminino
- 2008 - MTV VMA - Melhor Vídeo feminino, por Outta My Head (Ay Ya Ya)